# Paraclinus altivelis
Paraclinus altivelis е вид лъчеперка от семейство Labrisomidae.

## Разпространение
Видът е разпространен в Мексико и Панама.